# Friedrich Hensel (Physikochemiker)
Friedrich Hensel (* 16. Juli 1933 in Essen) ist ein deutscher Physikochemiker.

## Leben
Hensel studierte Physik an der Universität Göttingen bis zum Diplom 1962. Nach dem Wechsel an das physikalisch-chemische Institut der Universität Karlsruhe wurde er dort 1966 bei Ernst Ulrich Franck (1920–2004) promoviert. Nach Auslandsaufenthalten an der Brown University in Providence und an der Universität Tel Aviv folgte 1972 an der Universität Karlsruhe die Habilitation für Physikalische Chemie. Ein Jahr später folgte er einem Ruf auf eine Professur für Physikalische Chemie an der Philipps-Universität Marburg. Hier blieb er bis zu seiner Emeritierung 2001. Längere Forschungsaufenthalte absolvierte er in Tel Aviv, Kyōto, Illinois und Sendai.
Hensel ist seit 1997 Mitglied der Deutschen Akademie der Naturforscher Leopoldina und korrespondierendes Mitglied der Nordrhein-Westfälischen Akademie der Wissenschaften und der Künste.

## Auszeichnungen (Auswahl)
- Walther-Nernst-Denkmünze der Deutschen Bunsengesellschaft (1995)
- Ehrendoktortitel der Humboldt-Universität zu Berlin (1999) und der Universität Rostock (2002)